# Plesionika martia

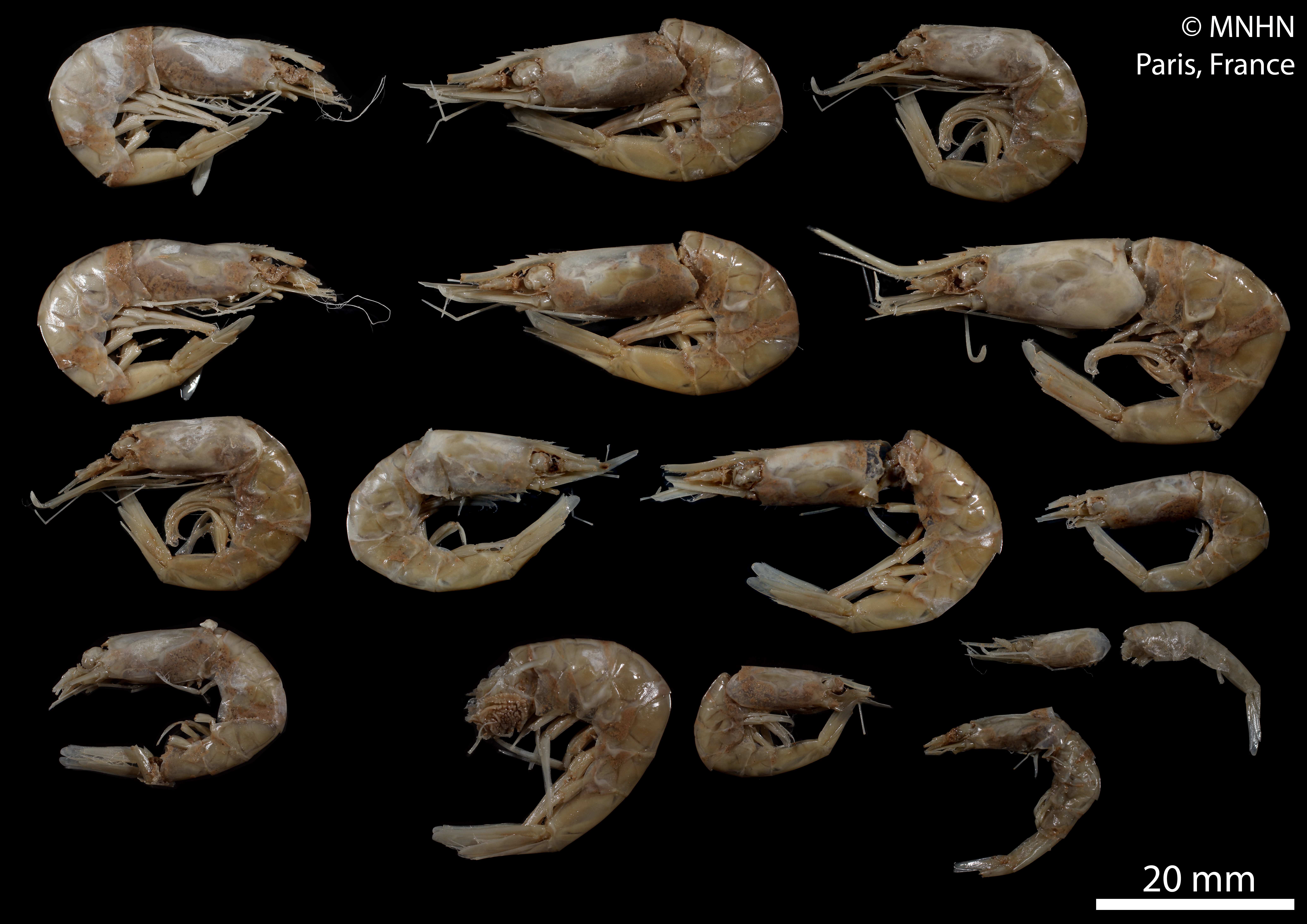
Esemplari nella collezione del MNHN

Plesionika martia (A. Milne-Edwards, 1883) è un gamberetto appartenente alla famiglia Pandalidae diffuso in tutti gli oceani.

## Descrizione
Presenta un corpo con una colorazione rossa, talvolta rosata-biancastra, e un rostro allungato, dentellato. La lunghezza massima registrata è di 16,9 cm.

## Biologia

### Alimentazione
La sua dieta, carnivora, è composta soprattutto da invertebrati planctonici, tra cui krill, pasifeidi e anfipodi, oltre che da detrito e salpe.

### Predatori
È spesso preda sia di pesci come Hoplostethus atlanticus e squali (Galeus eastmani, Galeus melastomus) che di molluschi cefalopodi (Illex coindetii).

### Riproduzione
Nel mar Mediterraneo il periodo riproduttivo è tra marzo e novembre, con un picco in estate; le uova sono di un colore tendente al blu.

## Distribuzione e habitat
È una specie tipica dei fondali fangosi, diffusa in tutti gli oceani. È comune soprattutto nel mar Mediterraneo e nell'oceano Atlantico (Africa occidentale e golfo del Messico). Nell'oceano Pacifico è stato segnalato in Australia e Nuova Zelanda, nell'oceano Indiano nell'Africa sud-orientale. Anche se non scende di solito oltre i 900 m, può vivere fino a 2100 m di profondità.

## Pesca
Non è di particolare valore commerciale e viene spesso venduto con altri gamberi: per esempio a Genova è venduto di solito insieme a Aristaeomorpha foliacea e Aristeus. È pescato soprattutto in Italia e Spagna.